# Episodi di Selvaggio west (terza stagione)
La terza stagione della serie televisiva Selvaggio west è andata in onda negli Stati Uniti dall'8 settembre 1967 al 23 febbraio 1968 sulla CBS.
| nº | Titolo originale                    | Titolo italiano              | Prima TV USA      | Prima TV Italia |
| -- | ----------------------------------- | ---------------------------- | ----------------- | --------------- |
| 1  | The Night of the Bubbling Death     | Hanno rubato la Costituzione | 8 settembre 1967  |                 |
| 2  | The Night of the Firebrand          | La guerrigliera              | 15 settembre 1967 |                 |
| 3  | The Night of the Assassin           | L'attentato                  | 22 settembre 1967 |                 |
| 4  | The Night Dr. Loveless Died         | La morte di Loveless         | 29 settembre 1967 |                 |
| 5  | The Night of the Jack O'Diamonds    |                              | 6 ottobre 1967    |                 |
| 6  | The Night of the Samurai            | Il samurai                   | 13 ottobre 1967   |                 |
| 7  | The Night of the Hangman            | L'innocente                  | 20 ottobre 1967   |                 |
| 8  | The Night of Montezuma's Hordes     | Il tesoro di Montezuma       | 27 ottobre 1967   |                 |
| 9  | The Night of the Circus of Death    | I falsari                    | 3 novembre 1967   |                 |
| 10 | The Night of the Falcon             | Il falco                     | 10 novembre 1967  |                 |
| 11 | The Night of the Cut-throats        | Terrore a New Athens         | 17 novembre 1967  |                 |
| 12 | The Night of the Legion of Death    |                              | 24 novembre 1967  |                 |
| 13 | The Night of the Turncoat           | Voltafaccia                  | 1º dicembre 1967  |                 |
| 14 | The Night of the Iron Fist          | Pugno di ferro               | 8 dicembre 1967   |                 |
| 15 | The Night of the Running Death      | Mani che uccidono            | 15 dicembre 1967  |                 |
| 16 | The Night of the Arrow              | Il complotto                 | 29 dicembre 1967  |                 |
| 17 | The Night of the Headless Woman     | La donna senza testa         | 5 gennaio 1968    |                 |
| 18 | The Night of the Vipers             | Le vipere                    | 12 gennaio 1968   |                 |
| 19 | The Night of the Underground Terror | I superstiti                 | 19 gennaio 1968   |                 |
| 20 | The Night of the Death Masks        | Le maschere                  | 26 gennaio 1968   |                 |
| 21 | The Night of the Undead             | Woodoo                       | 2 febbraio 1968   |                 |
| 22 | The Night of the Amnesiac           | Amnesia                      | 9 febbraio 1968   |                 |
| 23 | The Night of the Simian Terror      | La bestia                    | 16 febbraio 1968  |                 |
| 24 | The Night of the Death-Maker        | I monaci                     | 23 febbraio 1968  |                 |

## The Night of the Bubbling Death
- Prima televisiva: 8 settembre 1967
- Diretto da: Irving J. Moore
- Scritto da: David Moessinger

### Trama
- Guest star: Val Avery (Big Brad Logan), John Matthews (conducente), A. G. Vitanza (Pima), Madlyn Rhue (Carlotta Waters), Harold Gould (Victor Freemantle), William Schallert (Silas Grigsby), Whitey Hughes (scagnozzo di Freemantle)

## The Night of the Firebrand
- Prima televisiva: 15 settembre 1967
- Diretto da: Michael Caffey
- Scritto da: Edward J. Lakso

### Trama
- Guest star: Russ McCubbin (Briscoe), Paul Prokop (Clint Hoxie), Paul Lambert (Andre Durain), Zack Banks (Pierre), Pernell Roberts (Sean O'Reilley), Lana Wood (Vixen O'Shaugnessy (Sheila "Vixen" O'Shaugnessy), Len Wayland (maggiore Jason), Dick Cangey (uomo di O'Reilley)

## The Night of the Assassin
- Prima televisiva: 22 settembre 1967
- Diretto da: Alan Crosland, Jr.
- Scritto da: Earl Barret, Robert C. Dennis

### Trama
- Guest star: Nate Esformes (Perrico Mendoza), Phyllis Davis (tenente Ramirez), Donald Woods (Griswold), Conlan Carter (Halvorsen (Frank Halvorsen), Robert Loggia (colonnello Arsenio "Arsenic" Barbossa), Carlos Romero (tenente), Nina Roman (Lupita Gonzalez), Ramón Novarro (Don Tomas), Dick Cangey (Heavy)

## The Night Dr. Loveless Died
- Prima televisiva: 29 settembre 1967
- Diretto da: Alan Crosland, Jr.
- Scritto da: Henry Sharp

### Trama
- Guest star: Peter Hale (Layden), Chubby Johnson (sceriffo (Sheriff Quail), Deborah Lee (ragazza), Lew Brown (guardia), Michael Dunn (dottor Loveless (Dr. Miguelito Loveless), Susan Oliver (Triste), Anthony Caruso (Deuce), Robert Ellenstein (Arthur Tickle), Jonathan Hole (Bank Manager (Welles), Marty Koppenhafer (ragazza)

## The Night of the Jack O'Diamonds
- Prima televisiva: 6 ottobre 1967
- Diretto da: Irving J. Moore
- Scritto da: Denne Bart Petitclerc

### Trama
- Guest star: Rico Alaniz (Chico), David Renard (Enrique Garcia), Ref Sanchez (Antonio), Louis Massad (Juan), Frank Silvera (Sordo), Mario Alcalde (Fortuna (Raoul Fortuna), James Almanzar (Gregorio), Marie Gomez (Isabel)

## The Night of the Samurai
- Prima televisiva: 13 ottobre 1967
- Diretto da: Gunner Hellström
- Scritto da: Shimon Wincelberg

### Trama
- Guest star: Elizabeth Germaine (ancella), Candy Ward (Handmaiden), Dick Cangey (Heavy), Carole Mathews (ancella), Irene Tsu (Reiko O'Hara), Thayer David (Hannibal Egloff), Paul Stevens (Gideon Falconer), Khigh Dhiegh (barone Saigo), John Hubbard (Clive Finsbury), Jerry Fujikawa (Shinosuke), Jane Betts (Madame Moustache), Helen Funai (ancella giapponese), Anders Andelius (Soapy), Red West (scagnozzo in barca)

## The Night of the Hangman
- Prima televisiva: 20 ottobre 1967
- Diretto da: James B. Clark
- Scritto da: Peter G. Robinson, Ron Silverman

### Trama
- Guest star: John Pickard (Amos Rawlins), Jesslyn Fax (Mrs. Peacock), Anna Capri (Abigail Moss), Gregg Palmer (sceriffo Jonas Bolt), Martin E. Brooks (Franklin Poore), Sarah Marshall (Eugenia Rawlins), Paul Fix (giudice Blake), Harry Dean Stanton (Lucius Brand), Charles Lane (Roger Creed), Carolyn Daniels (Mrs. Brand), Whitey Hughes (scagnozzo in negozio)

## The Night of Montezuma's Hordes
- Prima televisiva: 27 ottobre 1967
- Diretto da: Irving J. Moore
- Scritto da: Max Ehrlich

### Trama
- Guest star: Eddie Little Sky (Capo Azteco), Roy Monsell (dottor Mallory (Dr. John Mallory), Ludmila Alixanova (ancella), Carla Borelli (Sun Goddess), Ray Walston (Professor Henry Johnson), Jack Elam (Zack Slade), Edmund Hashim (colonnello Pedro Sanchez), Roland La Starza (Jake), Hal John Norman (Guida indiana), Whitey Hughes (scagnozzo di Slade)

## The Night of the Circus of Death
- Prima televisiva: 3 novembre 1967
- Diretto da: Irving J. Moore
- Scritto da: Arthur Weingarten

### Trama
- Guest star: Barbara Hemmingway (Lola), Ernie Misko (guardia), Joan Huntington (Mrs. Lennox (Mary Lennox), John Armond (Bronzini), Philip Bruns (Abner Lennox), Arlene Martel (Erika), Paul Comi (Farnsworth (Burt Farnsworth), Arthur Malet (Doc Keyno), Florence Sundstrom (Mrs. Moore), Dort Clark (colonnello Housley), Morgan Farley (Harry Holmes), Judi Sherven (Priscilla (Priscilla Goodbody), Merri Ashley (ragazza), Sharon Cintron (segretaria), Red West (agente)

## The Night of the Falcon
- Prima televisiva: 10 novembre 1967
- Diretto da: Marvin Chomsky
- Scritto da: Robert Kent

### Trama
- Guest star: Michael Shea (ragazzo), Michele Tobin (Bonnie), Warren Hammack (soldato), William Phipps (Marshall), Robert Duvall (dottor Horace Humphries), Lisa Gaye (Lana Benson), Kurt Kreuger (Heindorf (Alex Heindorf), John Alderson (Clive Marchmount), Joseph Ruskin (Munez (Felice Munez), George Keymas (Balya (Silvio Balya), Douglas Henderson (colonnello James Richmond), Edward Knight (generale Lassiter), Gene Tyburn (Felton), Lynn Wood (donna), Dick Cangey (Falcon Heavy)

## The Night of the Cut-throats
- Prima televisiva: 17 novembre 1967
- Diretto da: Alan Crosland, Jr.
- Scritto da: Edward J. Lakso

### Trama
- Guest star: Lou Straley (impiegato), Beverly Garland (Sally Yarnell), Sharon Cintron (Waiting Lady), Quintin Sondergaard (uomo), Bradford Dillman (Mike Trayne), Jackie Coogan (sceriffo Koster), Walter Burke (Cassidy (James Cassidy), Shug Fisher (Jeremiah), Eddie Quillan (Hogan), Harry Swoger (barista), Marilyn Hare (Lady in Stagecoach)

## The Night of the Legion of Death
- Prima televisiva: 24 novembre 1967
- Diretto da: Alex Nicol
- Scritto da: Robert C. Dennis, Earl Barret

### Trama
- Guest star: Bill Erwin (rappresentante giuria), Robert Terry (Dan Kittridge), Dick Cangey (Heavy), Don Ross (Jury Member), Kent Smith (governatore Winston Brubaker (Winston E. Brubaker), Anthony Zerbe (Deke Montgomery), Karen Jensen (Catherine Kittridge), Toian Matchinga (Henriette Faure), Walter Brooke (pubblico ministero), Alex Gerry (giudice), James Nusser (Reeves), Donnelly Rhodes (capitano Dansby), Douglas Rowe (assistente/ addetto), Eli Behar (Warden), Thad Fitzgerald (caporale), Ralph Thomas (caporale), Whitey Hughes (Trial Room Thug)

## The Night of the Turncoat
- Prima televisiva: 1º dicembre 1967
- Diretto da: James B. Clark
- Soggetto di: Peter G. Robinson, Ron Silverman

### Trama
- Guest star: Dick Cangey (Moke), James Driskill (barista (Lobo,) (Jim Driskill), Ron Brogan (guardia Officer), Frank Cappiello (Teller), John McGiver (Elisha Calamander), Marj Dusay (Crystal (Crystal Fair), Walker Edmiston (predicatore), Bebe Louie (Song), Brad Trumbull (dottore (Raymond), Noel Swann (Golem (Inigo Golem), Andy Davis (Hansbury), John Armond (cameriere), George Sperdakos (Door Guard), David Frank (reporter), Richard Karie (Keeley), Kay Cousins Johnson (Matron), Frederick Combs (addetto all'ascensore), Douglas Henderson (colonnello James Richmond)

## The Night of the Iron Fist
- Prima televisiva: 8 dicembre 1967
- Diretto da: Marvin Chomsky
- Scritto da: Ken Pettus

### Trama
- Guest star: Troy Melton (Harry), Dick Cangey (Ben), Red West (Roy), Whitey Hughes (George), Mark Lenard (Count Draja), Bill Fletcher (Stark (Joe Stark), Ford Rainey (Garrison (Pa Garrison), Ross Hagen (Kelso (Gabe Kelso), Bo Hopkins (Zack (Zack Garrison), Wilhelm Von Homburg (Abel (Abel Garrison), James Gavin (sceriffo (Sheriff Norm Petrie), Wayne Heffley (vice), Craig Shreeve (reporter), Fred Stromsoe (Cal), Jerry Laveroni (Cass), Lisa Pera (contessa Zorana)

## The Night of the Running Death
- Prima televisiva: 15 dicembre 1967
- Diretto da: Gunner Hellström
- Scritto da: Edward J. Lakso

### Trama
- Guest star: Tony Gange (cameriere), Larry Aten (impiegato), Dick Cangey (Heavy), T. C. Jones (Enzo (Miss Tyler), Jason Evers (Kohner (Chris Kohner), Karen Arthur (Gerta), Maggie Thrett (Dierdre), Laurie Burton (Alice), Britt Nilsson (Joan), Oscar Beregi, Jr. (colonnello Dieboldt), Dub Taylor (Pete (Pete Carstairs), Ken Swofford (Sloan), John Pickard (Govenor Ireland (Tom Ireland), Jerry Laveroni (Eli Bardhoom), Don Rizzan (Markham), Sherry Mitchell (Silva), Dante DiPaolo (Jeff Smith), Ken Del Conte (Head Guard), Jerry Maren (Coco)

## The Night of the Arrow
- Prima televisiva: 29 dicembre 1967
- Diretto da: Alex Nicol
- Scritto da: Leigh Chapman

### Trama
- Guest star: Dick Cangey (Heavy), Robert J. Wilke (generale Baldwin (Maj. Gen. Titus Ord Baldwin), Ralph Gambina (arbitro), Barry Cahill (guardia), Jeannine Riley (Aimee Baldwin), Robert Phillips (Oconee), Frank Marth (colonnello Rath (Colonel Theodore M. Rath), Logan Field (sergente), Roy Engel (presidente Ulysses S. Grant), Paul Sorenson (maggiore Lock), Lew Brown (guardia), William Bassett (tenente Carter), William Massey (secondino), Venita Wolf (Lucy), William Callaway (sentinella), Frank Cappiello (Fighter (Hendricks), Shari Nims (Jeanne)

## The Night of the Headless Woman
- Prima televisiva: 5 gennaio 1968
- Diretto da: Alan Crosland, Jr.
- Scritto da: Edward J. Lakso

### Trama
- Guest star: Lou Straley (Swanson), Marina Ghane (Fatima), Dick Cangey (Wharf Heavy), Dawn Wells (Betsy (Betsy Jeffers), Richard Anderson (James Jeffers), John McLiam (Tucker), Theodore Marcuse (Hassan (Abdul Hassan,) (Theo Marcuse), Steve Mitchell (Ringo), Harry Lauter (Marshal), Quintin Sondergaard (conducente), Don Rizzan (Grooves), Pepe Callahan (Jon), Marlene Tracy (Joanne), Sandra Wells (Mary), Whitey Hughes (Thug with Scimitar)

## The Night of the Vipers
- Prima televisiva: 12 gennaio 1968
- Diretto da: Marvin Chomsky
- Scritto da: Robert Kent

### Trama
- Guest star: Red West (Klaxton (Jack Klaxton), Johnny Haymer (Moriarity (Aloyisius Moriarity), Clay Hodges (Boxer), Gwyn Tilford (donna), Nick Adams (sceriffo David Cord), Donald Davis (sindaco Vance Beaumont), Sandra Smith (Nadine Conover), Richard O'Brien (sceriffo Tenny), Whitey Hughes (vice)

## The Night of the Underground Terror
- Prima televisiva: 19 gennaio 1968
- Diretto da: James B. Clark
- Scritto da: Max Hodge

### Trama
- Guest star: Dick Cangey (Carter), Whitey Hughes (Steinlen), Red West (Maberly), Jerry Laveroni (Quist), Nehemiah Persoff (Hazard), Jeff Corey (Tacitus Mosely), Douglas Henderson (colonnello James Richmond), Sabrina Scharf (China (China Hazard), Gregg Martell (Cajun), Kenya Coburn (Madame Pompadour), Louise Lawson (Slave Girl), Terry Leonard (Cope)

## The Night of the Death Masks
- Prima televisiva: 26 gennaio 1968
- Diretto da: Mike Moder
- Scritto da: Ken Pettus

### Trama
- Guest star: Chuck Courtney (ufficiale di Cavalleria), Holly Bane (conducente della diligenza (Jesse,) (Mike Ragan), Jerry Laveroni (soldato), Dick Cangey (soldato), Milton Selzer (Emmet Stark), Patricia McCormack (Betsy (Patty McCormack), Douglas Henderson (colonnello Richmond), Louis Quinn (Goff (Hector Goff,) (Louie Quinn), Bill Quinn (dottor Prior), Bobbie Jordan (Fleur Fogarty), Judith McConnell (Amanda), Sam Edwards (Station Master), Kristi Kimble (Velia (Velia Marsh), Whitey Hughes (Stark Imposter)

## The Night of the Undead
- Prima televisiva: 2 febbraio 1968
- Diretto da: Marvin Chomsky
- Scritto da: Calvin Clements Sr.

### Trama
- Guest star: Kai Hernandez (Domino), Hal Dewindt (Taro), Dick Cangey (guardia), Alvenia Bentley (Creole Dancer), Hurd Hatfield (dottor Articulus), Joan Delaney (Mariah Eddington), Priscilla Morrill (Phalah), John Zaremba (dottor Eddington), Joseph V. Perry (barista (Gilly,) (Joe Perry), David Fresco (Griseley), Marvin Brody (giocatore), Rush Williams (giocatore), Rosey Grier (Tiny Jon), Whitey Hughes (guardia)

## The Night of the Amnesiac
- Prima televisiva: 9 febbraio 1968
- Diretto da: Lawrence Dobkin
- Soggetto di: Robert Bloomfield

### Trama
- Guest star: Sebastian Tom (Masseur), Jerry Laveroni (Irish), Dick Cangey (Heavy), Gil Lamb (Claude (Claude Peepers), Sharon Farrell (Cloris (Cloris Colton), Edward Asner (Furman Crotty), John Kellogg (Rusty), Kevin Hagen (Silas Crotty), George Petrie (colonnello Petrie), Johnny Jensen (ragazzo), James Nolan (Warden), Jack Rigney (barista), Don Howorth (Brute (Don Howorth—Mr. World), Whitey Hughes (scagnozzo messicano)

## The Night of the Simian Terror
- Prima televisiva: 16 febbraio 1968
- Diretto da: Michael Caffey
- Scritto da: Earl Barret, Robert C. Dennis

### Trama
- Guest star: Lori Lehman (Priscilla Hastings), James Gavin (Fletcher), George Barrows (Johann), Gabriel Walsh (coltivatore), H. M. Wynant (Aaron Buckley), John Abbott (dottor Sigmund Von Liebig), Dabbs Greer (Seth Buckley), Felice Orlandi (Benjamin Buckley), Grace Gaynor (Naomi Buckley), Ben Aliza (Caleb Buckley), Richard Kiel (Dimas), John S. Ragin (Rev. Hastings), Whitey Hughes (scagnozzo di Buckley)

## The Night of the Death-Maker
- Prima televisiva: 23 febbraio 1968
- Diretto da: Irving J. Moore
- Scritto da: Robert Kent

### Trama
- Guest star: Gale Warren (ragazza), Britt Nilsson (ragazza), Red West (Fake Monk - Collins), Dick Cangey (soldato di Dane), Wendell Corey (Cullen Dane), J. Pat O'Malley (Brother Angelo), Angel Tompkins (Marcia Dennison), Arthur Batanides (sergente), Roy Engel (presidente Ulysses S. Grant), Nicky Blair (Monk), Michael Fox (Gillespie (Joe Gillespie), Charles Lampkin (impiegato), Joe Lansden (Secret Service Agent (Charles), Whitey Hughes (monaco fasullo)